# Старчето с карираните панталони
„Старчето с карираните панталони“ е български телевизионен филм (детски, семеен) от 1989 година на режисьора Николай Априлов по сценарий на Виолета Илиева. Сценарият е написан по романа на Ирина Пивоварова. Оператор е  Методи Гиков. Художник е Ани Денева.

## Актьорски състав
- Георги Михайлов – Павел
- Таня Петрова
- Светла Тодорова
- Михаил Михайлов
- Силви Стоицов – Брадата
- Люба Алексиева – леля Фарида
- Домна Ганева – бабата от ул. „Тръбна“
- Йоанна Захариева
- Свобода Молерова – бабата
- Стоил Попов – началникът на леля Фарида